# Cerco de Ascalão (1153)
O Cerco de Ascalão foi uma batalha realizada em 1153, após o fim da Segunda Cruzada, entre o Reino Latino de Jerusalém que tinha apoio da Ordem dos Cavaleiros Templários, e o Califado Fatímida.

## Eventos Pregressos
Durante a Primeira Cruzada, os exércitos Cruzados se encontraram com os Fatímidas pela primeira vez em Ascalão, naquela oportunidade os Cruzados venceram a batalha disputada no dia 12 de agosto e empurraram os exércitos muçulmanos para dentro do forte de Ascalão. 
Os cristãos tinham a intenção de tomar a guarnição, porém os grandes líderes das tropas julgando que sua missão no oriente estava cumprida retornaram a Europa sem tentar empreender um ataque ao forte. Os Fatímidas continuaram com o controle de Ascalão que se tornou a base de planejamento para operações de ataque ao recém-formado Reino Latino de Jerusalém.
Durante a Segunda Cruzada, em 1148, Conrado III da Alemanha tentou sitiar a fortaleza, mas foi forçado a se retirar quando não obteve ajuda de Jerusalém ou de outros exércitos cruzados para tentar conquistar o posto. Enquanto isso, o território ao leste e ao norte de Jerusalém estava unido sob o poder de Nur ad-Din Zangi, que governava Mosul e Alepo e colocou Damasco sob sua influência após a Segunda Cruzada. Em 1149, Nur ad-Din derrotou o Principado de Antioquia na Batalha de Inab, porém, foi incapaz de invadir Antioquia por completo, nem foi capaz de penetrar muito no Reino de Jerusalém, ao mesmo tempo que Jerusalém não tinha forças para realizar uma expansão no Norte e no Leste, já que toda a área estava unida sob um governante forte. O reino dos cruzados teria que olhar para Ascalão se quisesse se expandir.

## Batalha
Em 1150 Balduíno III de Jerusalém reconstruiu a cidade de Gaza, que se encontrava em ruínas àquela altura, e colocou sob domínio dos Cavaleiros Templários, que providenciaram defesa das investidas muçulmanas vindas de Ascalão. No entanto, a própria Jerusalém logo foi dividida pela guerra civil. Balduíno III era o herdeiro legal do reino, mas sua mãe, a rainha Melisenda, governava como regente desde 1143, em 1152, Balduíno finalmente conseguiu o controle total do reino. Mais tarde naquele mesmo ano, Balduíno também derrotou uma invasão turca seljúcida em Jerusalém, encorajado por essas vitórias, ele decidiu atacar Ascalão no ano seguinte.
Reunindo todo o exército de Jerusalém, Balduíno marchou para a fortaleza e começou a destruir os campos de plantação da comunidade em janeiro, o patriarca de Jerusalém Fulcher também esteve presente, juntamente com Raymond du Puy e Bernardo de Tremelay, os mestres das ordens dos hospitalários e templários, respectivamente, e todos os outros grandes barões do reino, incluindo Filipe de Milly e Reinaldo de Châtillon. O cerco foi realizado por terra e por mar, com a frota marítima comandada por Gerard de Sidonia. A força cruzada também foi reforçada por um grande grupo de peregrinos, que estavam a caminho de Jerusalém na época.
Torres de cerco foram construídas e durante cinco meses, houve muitas escaramuças, vitórias e derrotas de ambos os lados. Ascalão era vasto e praticamente impenetrável, atrás de seus enormes muros e portões havia o dobro de defensores do que os sitiantes do lado de fora, e havia suprimentos para que a fortaleza pudesse se manter por anos. Durante um ataque cruzado, o grão-mestre da Ordem dos Cavaleiros Templários, Bernardo de Tremelay acabou morrendo, por causa das notícias imprecisas que chegaram à Europa durante as cruzadas, não se sabe ao certo em que situação o líder da ordem faleceu, porém se tem certeza que foi durante o cerco de Ascalão, também se sabe que naquele momento as defesas Fatímidas começavam a se enfraquecer. A essa altura os cruzados estavam ficando cansados e foi sugerido que abandonassem o cerco, os hospitalários e o patriarca de Jerusalém, no entanto, convenceram o rei de que eles estavam à beira da vitória. Três dias depois, outro ataque foi feito e outra entrada foi forçada, após alguns combates violentos, as defesas se renderam aos cruzados em 19 de agosto, e a fortaleza foi formalmente rendida a eles três dias depois. Os cidadãos foram autorizados a sair em paz, e a maioria fugiu de volta para o Egito.

## Desfecho
Após a vitória cruzada, Ascalão foi transformado em diocese sob o controle do patriarca de Jerusalém, a mesquita da cidade foi reconsagrada como igreja e a cidade também foi adicionada ao condado de Jafa, que já era de propriedade do irmão de Balduíno III, Amalrico I. 
A queda de Ascalão contribuiu para a queda do Egito fatímida, Amalrico sucedeu seu irmão como rei de Jerusalém em 1162, e ao longo dos anos 1160 liderou inúmeras expedições de Ascalão ao Egito, essas invasões, porém, falharam em colocar esse país sob o controle dos cruzados.